# Wendake
Wendake [wɛndake]  est une réserve autochtone canadienne du Québec située dans la région administrative de la Capitale-Nationale et enclavée dans la ville de Québec. La réserve, anciennement appelée Le Village-Huron ou Le Village-des-Hurons, est le chef-lieu de la nation huronne-wendat et de son territoire coutumier, le Nionwentsïo. Néanmoins, les membres de la communauté de Wendake sont tous métissés depuis la moitié du XIXe siècle.

## Description

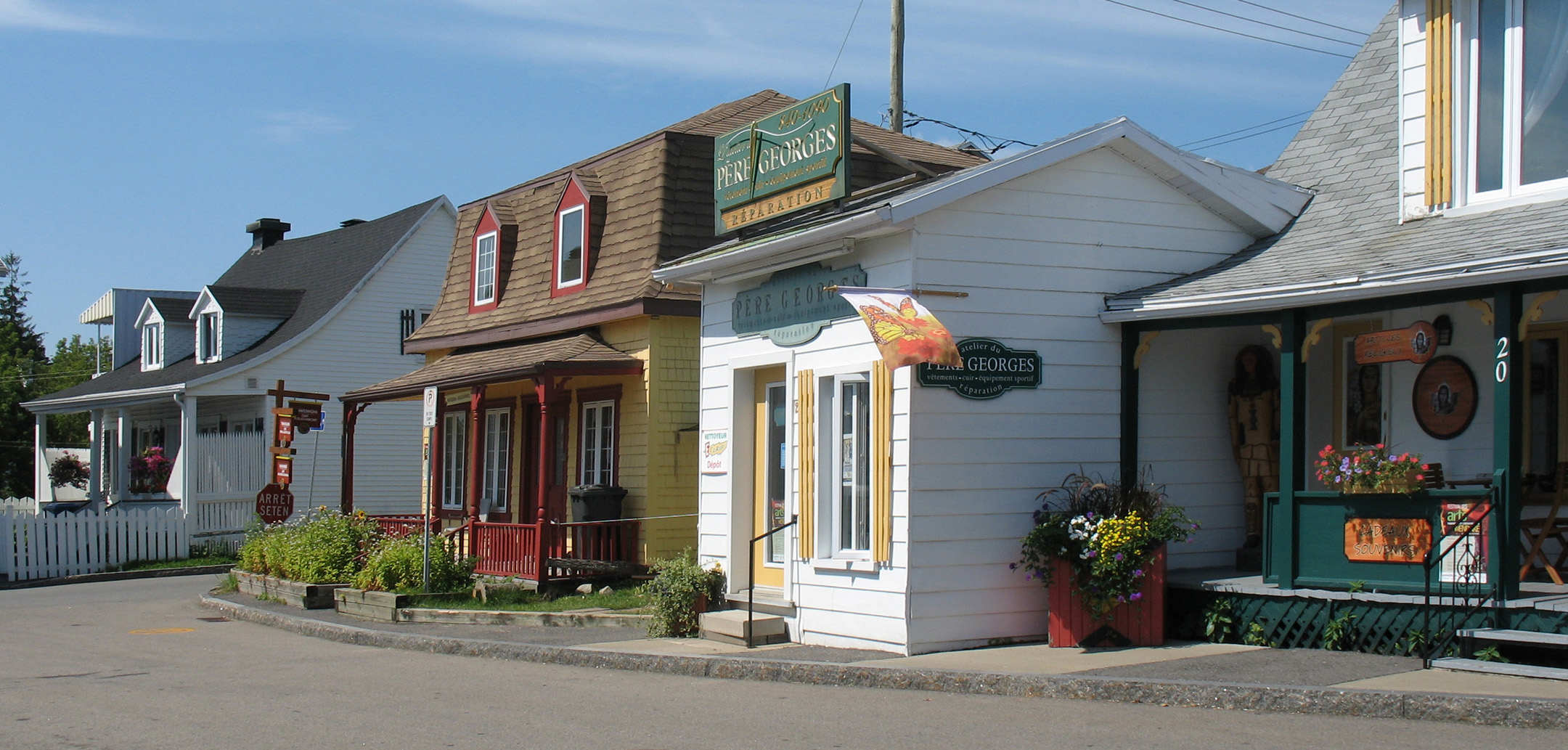
Rue commerciale à Wendake

La communauté est constituée de deux parties, Le Vieux-Wendake au sud et la nouvelle partie, au nord. L'urbanisme du Vieux-Wendake est fait selon un ancien concept wendat, Le Vieux-Wendake abrite les anciennes maisons, certaines datant d'autour de 300 ans, de petites boutiques d'artisanat, des restaurants, des blocs d'habitation et la plupart des lieux touristiques. La nouvelle partie est faite selon un concept nord-américain ; elle abrite des bungalows de style années 1970, des maisons modernes, des commerces et des industries.
Wendake signifie « chez les Wendats ». À l'époque où ils habitaient dans la région des Grands Lacs, les Hurons étaient appelés « Wendats », ce qui signifie « les habitants de l'île ou de la péninsule ».

## Histoire

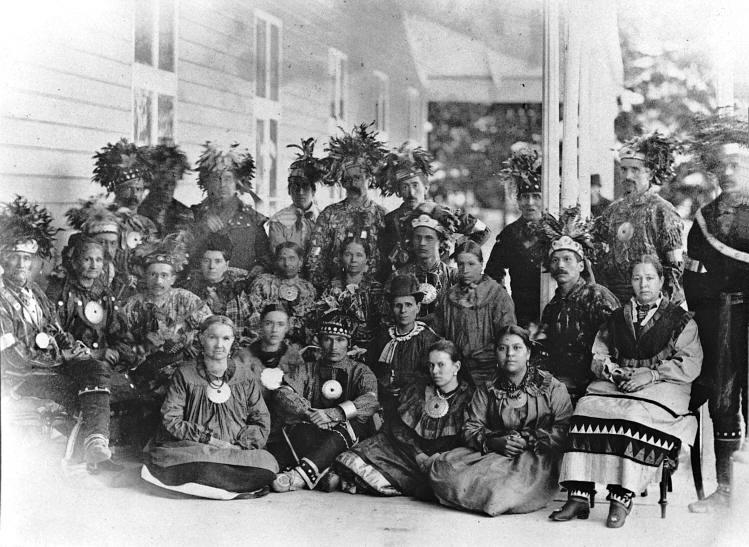
Groupe huron-wendat de Wendake (alors Lorette) à Spencerwood (Bois-de-Coulonge), en 1880

Logo.

Au début du XVIIe siècle, les peuples de la confédération wendate, de la famille linguistique iroquoienne, habitaient de manière semi-sédentaire un vaste territoire appelé « Huronie », situé au sud-est du lac Huron, dans l'actuel Ontario. Les communautés pratiquaient la cueillette, l'agriculture (courges, maïs, haricots), la chasse et la pêche. Elles déménageaient environ tous les 15 ans afin de laisser se reconstituer les sols et les ressources en gibier. Au zénith de la confédération wendate, au milieu du XVIIe siècle, les communautés avaient tissé, autour des lacs Huron, Ontario et Érié, un réseau commercial par voie de terre ou par canoë, avec les peuples voisins et les Européens.
Tandis que les épidémies les décimaient, la forte demande en fourrures des Européens mit les peuples amérindiens en concurrence pour les territoires de chasse. Malgré leurs origines communes, une inimitié élevée s'est notamment instaurée entre les Iroquois et la confédération wendate du fait de cette concurrence commerciale et de la conversion d'une partie des Wendats au catholicisme sous l'influence des jésuites français. Le conflit aboutit à l'invasion par les Iroquois de la confédération wendate en 1648. Les guerriers iroquois firent de nombreux morts, étant armés de fusils, contrairement aux Wendats. La communauté wendate de Wendake, alors connue comme « Hurons de Lorette », fut fondée en 1697 par un groupe de survivants de ce massacre des Hurons et leurs descendants.
En 1784, Le Village-des-Hurons compte 23 maisons et 105 habitants.
La réserve Wendat dans ses limites actuelles a été créée par la Loi sur les Indiens de 1876
Wendake a fêté ses 300 ans d'existence en 1997.
Le 26 octobre 2024, Pierre Picard est élu Grand Chef de Wendake avec 51,49% des voix, ce qui lui a permis de remporter la victoire au premier tour. Il a été assermenté le soir du 21 novembre 2024.

## Géographie
D'une superficie de 1,1 km2, elle est délimitée au nord et au sud par la rivière Saint-Charles dont le nom autochtone est Akiawenrahk, soit « rivière à la truite » en wendat.

### Municipalités limitrophes
Wendake est enclavée dans la ville de Québec. Elle est entourée des anciennes villes de Loretteville, Lac-Saint-Charles et Saint-Émile devenus des quartiers de la nouvelle ville unifiée de Québec.

## Population

### Démographie
| 1981 | 1986  | 2001  | 2016  | 2021  |
| ---- | ----- | ----- | ----- | ----- |
| 960  | 1 035 | 1 555 | 2 134 | 2 200 |

### Langue

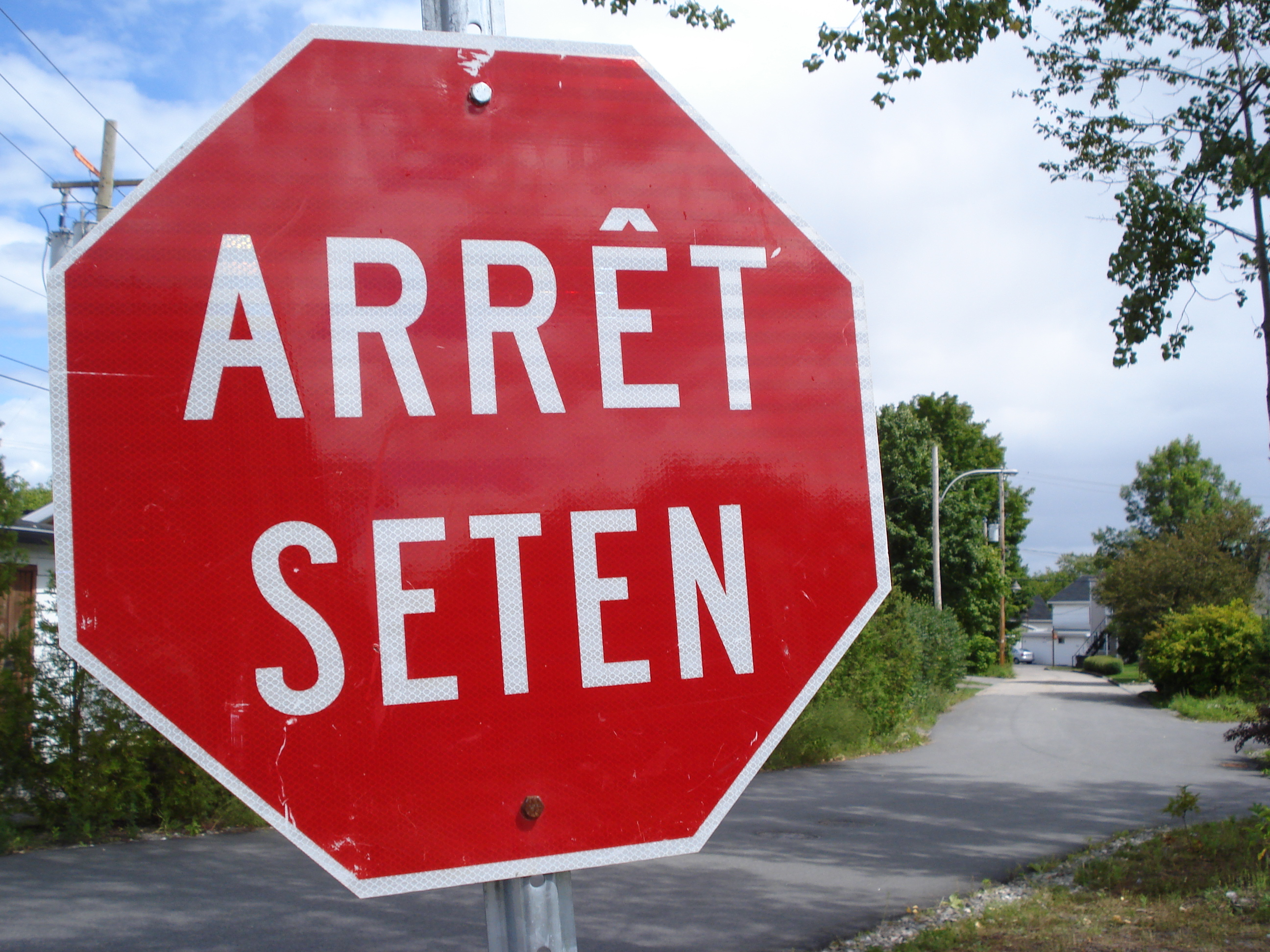
Panneau d'arrêt en français et en wendat.

Originellement, le wendat, une langue iroquoienne, était parlé à Wendake. Aujourd'hui, le français est la langue utilisée dans la réserve. La langue wendate, endormie depuis plus d'un siècle, est en cours de revitalisation.
Depuis quelques années, plusieurs membres de la communauté se sont retournés vers la culture et les traditions de leurs ancêtres. La langue est d’une importance vitale afin de bien retrouver l’esprit de la culture et des traditions. C’est pourquoi la communauté, en collaboration avec le Centre interuniversitaire d’études et de recherches autochtones (CIÉRA) de l’Université Laval, s’est investie dans un programme visant la revitalisation de Yawenda, la voix des Wendat. Une formation est en cours au CDFM (Centre de développement de la formation et de la main-d'œuvre) huron-wendat. Des leçons de wendat sont aussi disponibles par le biais du journal Yakwennra, le journal officiel de la nation Wendat. Megan Lukaniec, linguiste wendat, y publie chaque mois une rubrique sur un thème donné. De plus, le projet Yawenda a publié de petits livres d'apprentissage en 2010.

### Autres tribus
Étant située au centre du Québec et enclavée par sa capitale, Wendake est le carrefour des tribus et abrite la plupart des groupes autochtones du Québec.[réf. nécessaire] Ils y viennent pour étudier, travailler ou y habiter. Le territoire wendat est l'une des 54 communautés autochtones du Québec, l'une des quatre de la famille iroquoienne et la seule communauté Wendat.
Les autres populations Wendat vivent à :
- Ontario et  Michigan : Wyandot d'Anderdon
- Kansas : Wyandot de Kansas City
- Oklahoma : Wyandotte de l'Oklahoma

## Administration
À la tête de Wendake est le Conseil de la Nation wendat. Le conseil est dirigé par un Grand Chef et six petits chefs. Le conseil de bande s'occupe de plusieurs dossiers : l'éducation, la santé, les loisirs, la voirie, les personnes âgées, les jeunes, les territoires, le secteur économique, le logement et autres. Il est aussi responsable d'un territoire sauvage de 397 km2 que l'on appelle le secteur Tourilli. Ce territoire fait partie de la réserve faunique des Laurentides et est donc protégé.
Les Wendats négocient avec les gouvernements du Québec et du Canada pour avoir une plus grande superficie de territoire habitable. Il y a une grande difficulté au niveau du logement. La réserve ne faisant que 1,1 km2, la densité de population y est très grande.
Selon les dernières politiques du Conseil des Wendats, Wendake est le chef-lieu du territoire tribal, le Nionwentsïo, « Notre magnifique territoire » en langue wendat.

### Grand chef

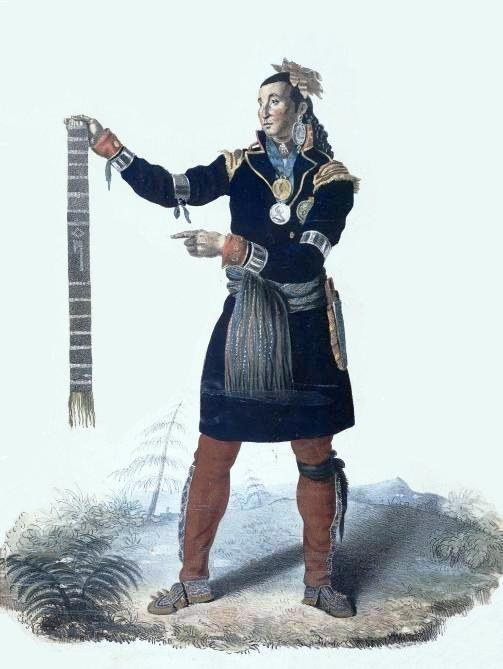
Nicolas Vincent, chef de 1810 à 1844 et figure historique importante.

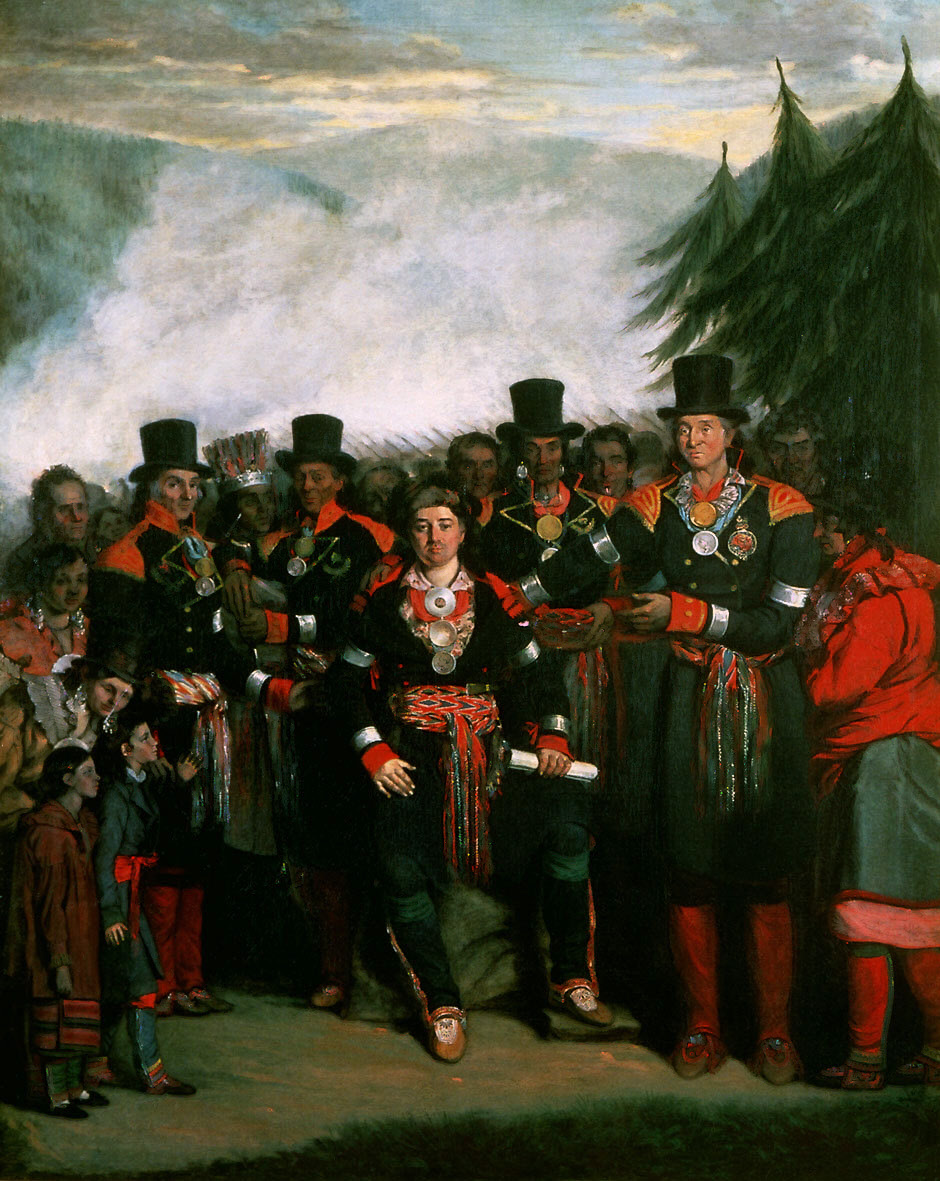
Présentation d'un chef nouvellement élu au conseil de la tribu huronne de Lorette, 1838. Huile sur toile, Château Ramezay, Montréal. La communauté se réunit à l’occasion de la nomination du chef honoraire Robert Symes. Cette pratique d’adoption symbolique est réservée aux dignitaires allochtones.

Le grand chef Nicolas Vincent, à droite, présente le personnage central assis, Robert Symes.
Il porte une médaille que lui a donnée le roi George IV. Son neveu Zacharie (rangée arrière, à gauche), contrairement à ses confrères qui revêtent le costume officiel, porte un couvre-chef qu’il a créée, fait d'argent et garni de plumes.
| Nom                    | Surnom           | Mandat    |
| ---------------------- | ---------------- | --------- |
| Thomas Martin          | ?                | ?         |
| Nicolas Vincent        | Tsawenhohi       | 1810-1844 |
| Simon Romain           | Ondialéréthé     | 1844-1870 |
| François Xavier Picard | Tahourenché      | 1870-1883 |
| Maurice Sébastien      | Agnolien         | 1883-1896 |
| Phillipe Vincent       | Tehonwastasta    | 1897-1899 |
| Francis Gros-Louis     | Sacesnio         | 1900-1905 |
| Gaspard Picard         | Ondialéréthé II  | 1905-1909 |
| Maurice Bastien        | Sarenhes         | 1909-1916 |
| Pierre Albert Picard   | Tsichikwen       | 1916-1920 |
| Ovide Sioui            | Wahowen          | 1920-1929 |
| Ludger Bastien         | Sarenhes II      | 1929-1935 |
| Herménégilde Vincent   | Tehonwastasta II | 1935-1941 |
| Théophile Gros-Louis   | Otirontara       | 1941-1944 |

| Nom                 | Surnom           | Mandat                                  |
| ------------------- | ---------------- | --------------------------------------- |
| Aimé Romain         | Tsohahisen       | 1944-1947                               |
| Origène Sioui       | Wahowen II       | 1947-1949                               |
| Émile Picard        | Atedjaka         | 1949-1955                               |
| Alphonse T. Picard  | Tahourenché II   | 1955-1964                               |
| Max Gros-Louis      | One Onti         | 1964-1984 1987-1992 1994-1996 2004-2008 |
| Claude Sioui        | Tiokwenhi        | 1984-1986                               |
| Michel Laveau       | Sondakua         | 1986                                    |
| Jocelyne Gros-Louis | Lahontiach       | 1992-1994                               |
| Jean Picard         | Ondialéréthé III | 1996-1998                               |
| Wellie Picard       | ?                | 1999-2004                               |
| Konrad Sioui        | ?                | 2008-2020                               |
| Rémy Vincent        | ?                | 2020-2024                               |
| Pierre Picard       | ?                | 2024-présent                            |

Avant les années 1880, le chef n'est pas élu au suffrage. Le pouvoir se transmet de façon héréditaire ou par nomination.

## Culture
Elle est l'une des communautés autochtones du Québec les plus dynamiques culturellement et abrite de nombreuses entreprises florissantes employant autant des citoyens de la communauté que de l'extérieur.
La culture huronne-wendat est vivante et contemporaine. Elle comporte des artistes en tout genre, peintre, danse, chanteurs/chanteuse, écrivains/écrivaines, gravure, photographie, poésie, télévision, producteurs artistiques, théâtre, art/artisanat ancien comme moderne, arts visuels et autres.

## Éducation
- École primaire Wahta’ (anciennement « Ts8taïe » ) signifie « érable » en Wendat[13].
- CDFM huron-wendat (Centre de formation de la main-d'œuvre) - Formations aux adultes et collégiales, responsable du Secteur Culturel.

## Tourisme

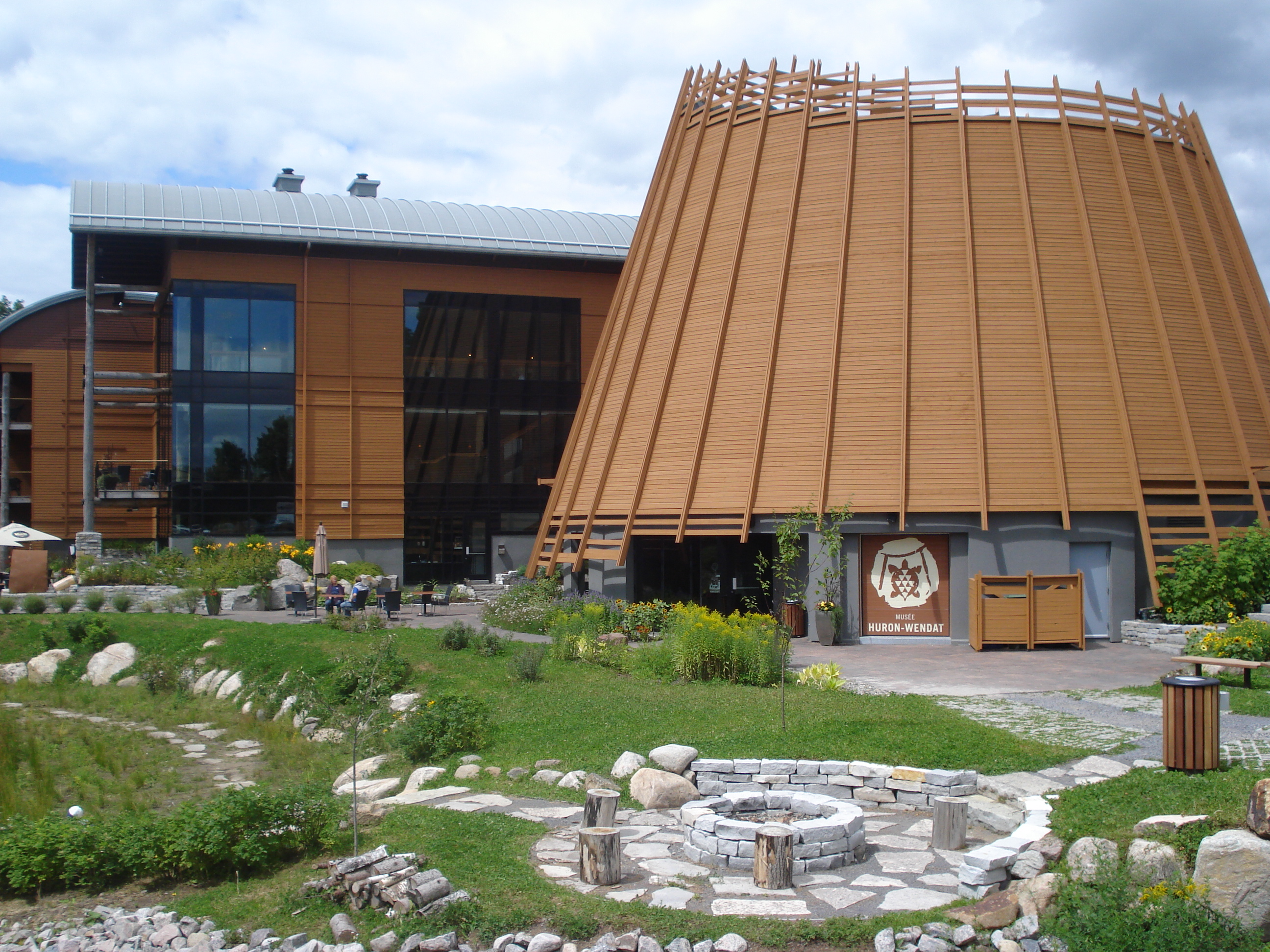
Hôtel-Musée Premières Nations

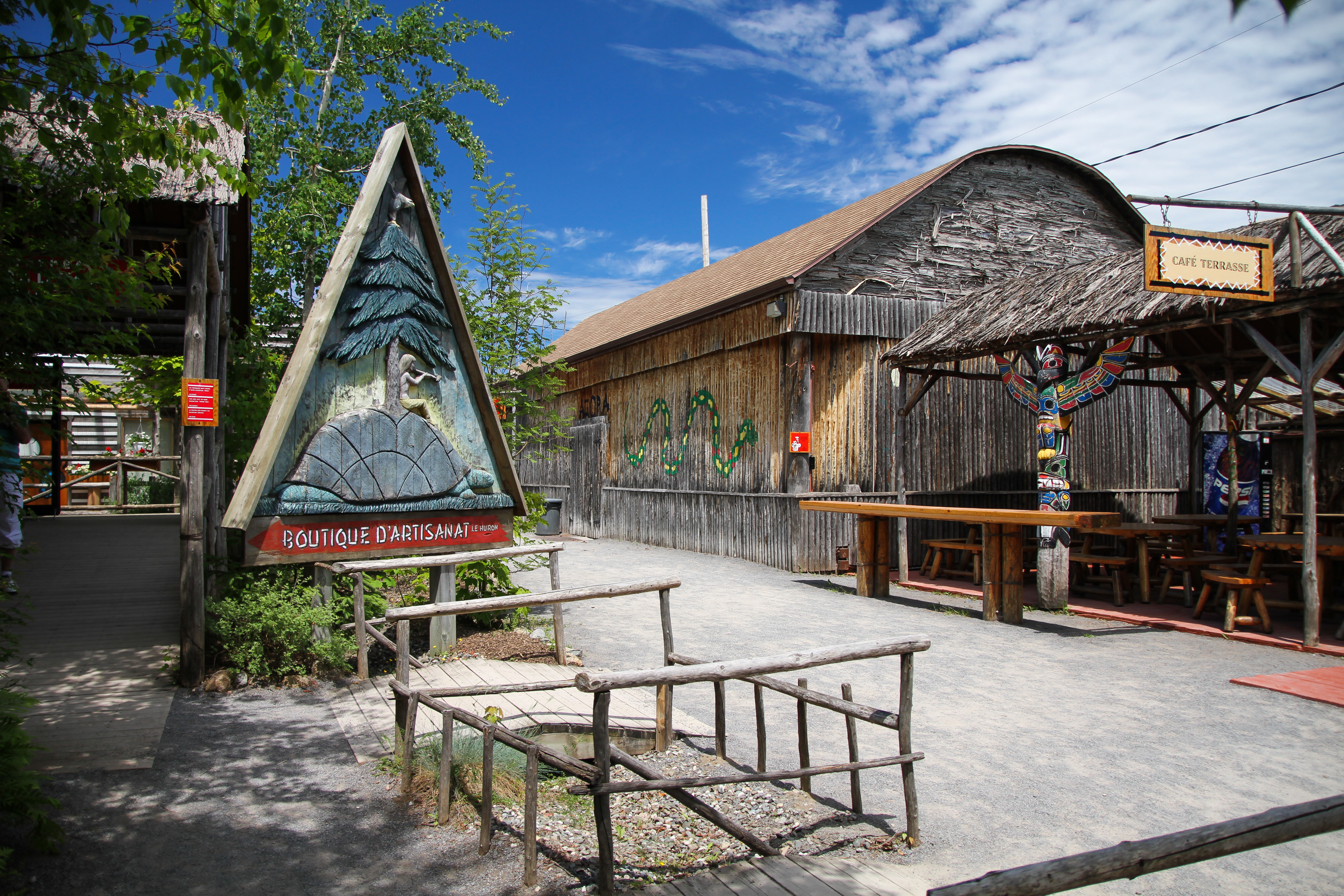
Site traditionnel huron Onhoüa chetek8e

Lieux touristiques situé au sud de la réserve dans le Vieux-Wendake :
- Office du tourisme de Wendake[14]
- Chute Kabir Kouba (signifie « la rivière aux milles détours » en abénaquis[15])
- Musée huron-wendat[16] - Institution nationale du peuple wendat, le Musée veille à la conservation et à la mise en valeur de l'histoire wendat et des arts des Premières Nations.
- Hôtel-Musée Premières Nations[17] - Un hôtel 4 étoiles inspiré de la culture des Premières Nations avec un musée.
- Maison Tsawenhohi[18] - Maison de Nicolas Vincent ancien Grand Chef.
- Parc linéaire des rivières Saint-Charles et du Berger.
- Restaurant Sagamité[19] - Le restaurant La Sagamité est une fierté pour les gens de la réserve, étant le premier restaurant à caractère autochtone de la région de Québec. Il a accueilli l'ex-premier ministre du Québec M. Jean Charest et de nombreuses autres personnalités publiques.
- Restaurant La Traite - À l'intérieur de l'Hôtel Premières Nations, le restaurant La Traite remet au goût du jour des mets d'inspiration autochtone et accueille de nombreuses personnalités publiques.
- La Maison Aorhenche, le plus vieux gîte de la communauté. Elle est située dans l'ancienne Maison Bastien, une maison historique de plus de 110 ans. Celle-ci fut épargnée lors de l'incendie de la manufacture «Bastien Brothers» dans les années 1960.
- Édifice du Top Vidéo, première et seule tour de verre de Wendake. Sa construction moderne dans le Vieux-Wendake suscita la polémique, ce qui amena le conseil de bande à légiférer pour interdire les édifices en hauteur dans le secteur historique.
- On y retrouve de nombreuses boutiques d'artisanat.

Lieux touristiques situé au nord de la réserve dans la nouvelle partie :
- Site traditionnel Onhoüa Chetek8e[20] - Un musée à pleine air sur la culture des Premières Nations de Wendake.
- La Huronière - Couette et Café[21] - Gîte et exposition d'objets anciens au cœur de Wendake

## Édifices religieux

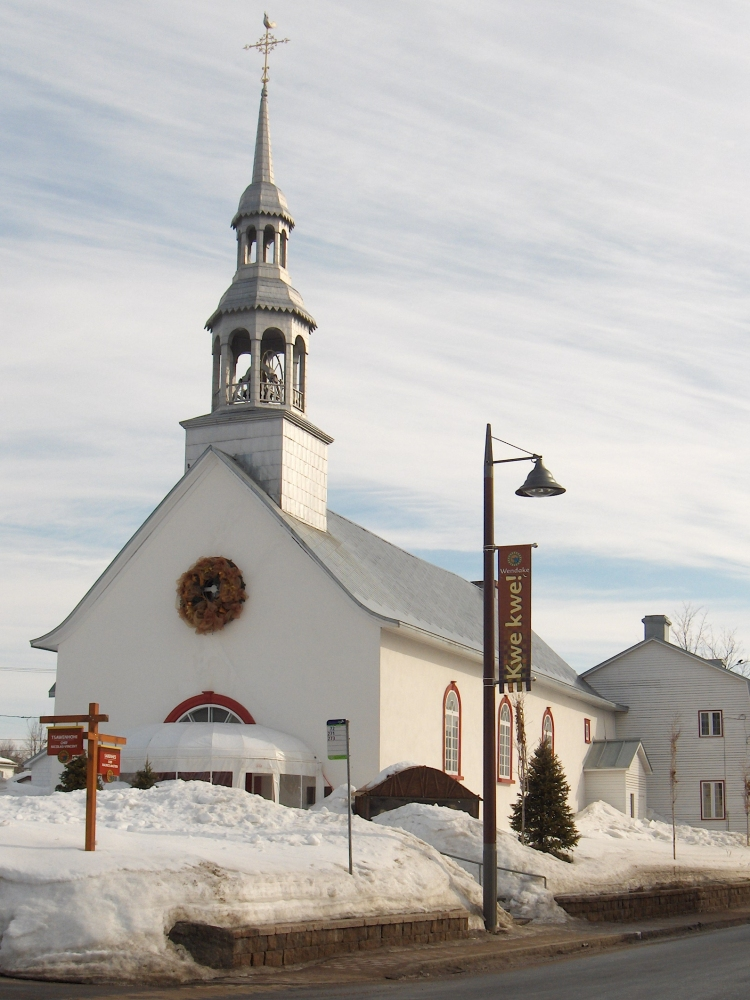
Église Notre-Dame-de-Lorette

- L'église Notre-Dame-de-Lorette est situé au sud du village des hurons. C'est en fait une chapelle érigée en 1730 alors que les Hurons quittent leurs établissements à Lorette, L'Ancienne-Lorette actuelle, et viennent s'établir sur les terres qui constituent aujourd'hui Wendake. La chapelle est partiellement détruite par les flammes en 1862, mais est reconstruite selon l'ancienne chapelle. Elle est officiellement classée monument historique en 1957 et constitue aujourd'hui, un symbole de la conversion des Hurons au catholicisme. Elle était dédiée à Notre-Dame de Lorette, Lorette provient en fait du nom d'une ville italienne.
- La Maison-Longue Akiawenrahk de Wendake est située au nord du village. On y pratique le culte traditionnel wendat.

## Le commerce et l'artisanat
Depuis toujours, les Hurons-Wendats sont un peuple du commerce. Le commerce est ancré au plus profond de ses origines et fait partie intégrante de sa culture. Au début de la colonisation occidentale, le territoire wendat était le centre d'un réseau commercial et fut impliquée dans des échanges avec les Européens à partir du XVIIe siècle.
Commerces non traditionnels :
- Avec l'arrivée dans le monde moderne, les Wendats ont dû adapter leur commerce au reste du monde qui les entouraient. D'un commerce plus traditionnel, elle a réorienté ses objectifs commerciaux pour tenir compte du marché. On y retrouve donc une grande variété d'entreprises pour combler les besoins des gens de la communauté. Le territoire limité de Wendake est un obstacle à l'essor commercial.

## Organisations
Wendake abrite un certain nombre d'organismes non gouvernementaux pour la défense des droits autochtones au Québec et pour le mieux-être des autochtones :
- Régimes des bénéfices autochtones (RBA)
- Société de crédit commerciale autochtone (SOCCA)
- Commission de la santé et des services sociaux des Premières Nations du Québec et du Labrador (CSSSPNQL)
- Assemblée des Premières Nations du Québec et du Labrador (APNQL)
- Conseil en Éducation des Premières Nations (CEPN)
- Comptoir Agoshin - Comptoir alimentaire et vestimentaire répondant aux besoins de base des personnes ou familles à faible revenu.
- Société de communication Atikamekw-Montagnais (SOCAM)
- Wendake News.com - Journal en ligne indépendant

## Personnalités
Politique :
- Deganawida, dit « Peacemaker », fondateur de la ligue des Iroquois dont la structure a inspiré la Constitution américaine (XIVe siècle) ;
- Hatirontha (1609-1616) scelle l’alliance des Wendat avec Champlain ;
- Tarhe, est chef de guerre de l’Ohio et il tient tête aux envahisseurs britanniques et américains dans les années 1794 ;
- William Walker (1799–1874) est le premier gouverneur provisoire du Kansas en 1853[22], politicien américain, historien et écrivain ;
- Étienne Annaotaha, chef chrétien des hurons-wendat ;
- Nicolas Vincent, Tsawenhohi (« L'homme qui voit clair»), ancien Grand Chef de la Nation de 1810 à 1844. Il défendit les droits territoriaux de la nation auprès du Roi d'Angleterre ;
- La délégation de chefs formée de Nicolas Vincent, André Romain, Stanislas Koska et Michel Sioui se rendent en mission politique en Angleterre en 1825; ils réclament la seigneurie de Sillery ;
- Théophile Daniel Gros-Louis Ontironta, grand chef (1941-1944) et chasseur de grande réputation ;
- Ludger Bastien Sarenhès (1879-1948) est homme d’affaires et député de la législature de Québec en 1924 ;
- Jules Sioui, défenseur des droits autochtones vers le milieu du XXe siècle, il voulait établir le premier gouvernement indien d'Amérique du Nord. Il fut arrêté par la police fédérale pour trahison. Il fut libéré après une grève de la faim ;
- Maurice Bastien Agniolin, Grand Chef et homme d’affaires prospère qui a fait sa marque dans l’industrie du cuir et des fourrures ;
- Max Gros-Louis, Grand Chef de 1964 à 1984, de 1987 à 1992, de 1994 à 1996 et de 2004 à 2008. Personnalité connue du grand public Québécois et d'Europe de par ses nombreuses apparitions dans les médias, son habile vulgarisation et son habillement typique ;
- Jocelyne Gros-Louis, Lahontiach (« La pionnière »), première et unique femme Grand Chef de 1992 à 1994 ;
- Konrad Sioui, Grand Chef du 31 octobre 2008 à 2020. Il a rencontré l'ancien premier ministre René Lévesque, il fut chef de l'Assemblée des Premières Nations du Québec et du Labrador (APNQL) et en fonda le secrétariat.
- Magali Picard, née en 1970 à Montréal au Québec, issue de la communauté huron-Wendat. Le 19 janvier 2023, elle devient présidente de la FTQ lors du 33e congrès de la centrale syndicale succédant à Daniel Boyer, devenant la première femme et la première Autochtone à occuper ce poste.

Artistique :
- Louis Vincent Sawatanen, polyglotte, étudie au collège de Darmouth en Nouvelle-Anglererre et devient le premier bachelier-ès-arts amérindien de la colonie au XVIIIe siècle ;
- Adjutor Sioui, violoniste de renom ;
- Stanislas Sioui, compositeur de musique ;
- Zacharie Vincent (1815-1886), est le peintre professionnel de plus de 600 œuvres et un Chef de guerre ;
- Edgard Gros-Louis, ancien fabricant de raquettes traditionnelles, mort dans les années 1970 ;
- Shanipiap, de son vrai nom Geneviève Mckenzie Sioui, chanteuse et artiste de télévision sur APTN (Aboriginal People's Television Network) d'origine Innu de Matimekosh, elle s'est mariée avec un wendat ;
- Christian Laveau[23], chanteur et artiste télévisuel sur APTN (Aboriginal People's Television Network). Animateur de l'émission Chic Choc et actuellement chanteur dans la pièce Totem du Cirque du Soleil. ;
- Jean Sioui[24], écrivain et cofondateur du Cercle d’écriture de Wendake en collaboration avec Louis-Karl Picard-Sioui ;
- Mireille Sioui, artiste, elle fit les fresques dans le gymnase de l'école primaire, l'entrée du Musée huron-wendat le drapeau de la communauté, le logo du Conseil en Éducation des Premières Nations (CEPN) et celui d'Éconobois (quincaillerie au nord de la réserve) ainsi que de nombreuses œuvres originales ;
- Guy Sioui Durand, sociologue, critique d'art et commissaire indépendant[25];
- Yves Sioui Durand, cofondateur de la compagnie Ondinnok, auteur, metteur en scène, acteur et réalisateur ;
- Gilles Sioui, auteur compositeur interprète guitariste soliste et accompagnateur, directeur et arrangeur musical. Ancien guitariste de Kevin Parent ;
- Christine Sioui-Wawanoloath, artiste et écrivaine, wendat de son père elle vit aujourd'hui sur la réserve abénaquise d'Odanak. Elle est la mère d'Alexis Wawanoloath, ancien député péquiste ;
- Sylvie-Anne Sioui-Trudel, fondatrice de la compagnie de théâtre Aataentsic, Masques et Théâtre[26] ;
- Louis-Karl Picard-Sioui - Huwennuwanenhs, cofondateur du Cercle d’écriture de Wendake en collaboration avec Jean Sioui. En 2005, il publie son premier ouvrage, un roman pour la jeunesse intitulé Yawendara et la forêt des Têtes-coupées (Éditions Le Loup de Gouttière). Il fut le directeur du musée des Premières Nations en 2010 ;
- Nathalie Picard, musicienne flûtiste qui a participé à quelques productions théâtrales et plusieurs festivals à travers l'Amérique. Elle a aussi produit un CD qui porte le titre Le Message du Vent. Elle a participé activement à l'apprentissage des enfants de l'école Ts8taie au niveau musical ;
- François Vincent Kiowarini (1944-2009) historien, artiste et gardien de la culture et de la tradition orale ; il a été le découvreur de documents de grande valeur historique pour les Hurons-Wendats ;
- Marc Sioui, Dehanensowanen, du clan de l'ours. Artisan traditionnel wendat, auteur de plusieurs œuvres, dont un canot d'écorce se trouvant dans la Maison-Longue de l'Hôtel des Premières Nations.
- Ludovic Boney, sculpteur.
- Jocelyn Sioui, comédien, marionnettiste, auteur et metteur en scène. Fondateur du OUF! Festival Off Casteliers et de la compagnie de théâtre Belzébrute.
- Charles Bender, comédien, auteur et metteur en scène. Fondateur de la compagnie Manuentakuan.
- Marie-Josee Bastien, comédienne, autrice et metteure en scène.
- Yolande Okia Picard, femme de lettres.

Sociale :
- Oscar Bastien Wawendarolen, journaliste et célèbre animateur radiophonique de Montréal (1927-1942) ;
- Georges E. Sioui, intellectuel originaire de Wendake ;
- Prosper Vincent Sawatanen, est le premier prêtre wendat, (1842-1915) ;
- Marguerite Vincent Lawinonkie développe l’industrie artisanale vers 1900 ;
- Paul Picard Ondawanhon, guide de renom qui conduit des troupes anglaises de Frédéricton à Québec en 1814 ;
- Léon Gros-Louis, premier médecin wendat, médaillé du gouverneur général (1952) ;
- Monic Sioui, militante, présidente de l’Association des femmes autochtones du Québec (1951-1997) ;
- Louis-Philippe Sioui, entrepreneur connu de Wendake décédé en 2008. Né sur le territoire des quarante arpents et fier défenseur de ses droits autochtones, il donna son nom au quartier industriel ;
- Marianne Sioui, fondatrice et coordonnatrice de la mise en place du comptoir Agoshin hiver 1996. Dame Pierrette Savard en est la directrice après des années de bénévolat depuis ses débuts en 1997.
- Julie B. Vincent, Wendat par alliance, ex-directrice du CDFM Huron-Wendat, elle a dirigé le plus grand centre d'éducation aux Premières Nations du Québec ;
- Isa Gros-Louis, directrice des opérations stratégiques, législation et planification parlementaire auprès du bureau du Conseil privé à Ottawa. Elle représente la Fonction publique du Canada dans le cadre du programme d'échange Canada-Australie. Fille de l'ex-Grand Chef de la Nation huronne-wendat, Max Gros-Louis.

## Photos

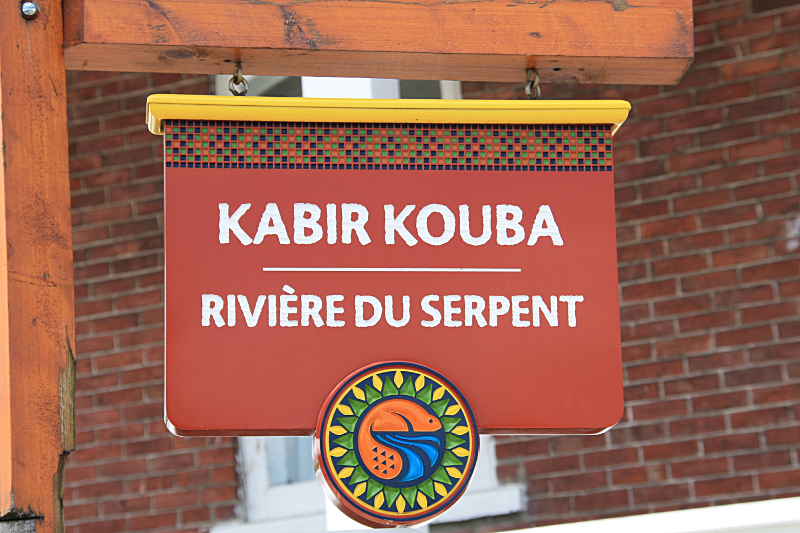
Panneau : Kabir Kouba, rivière du serpent
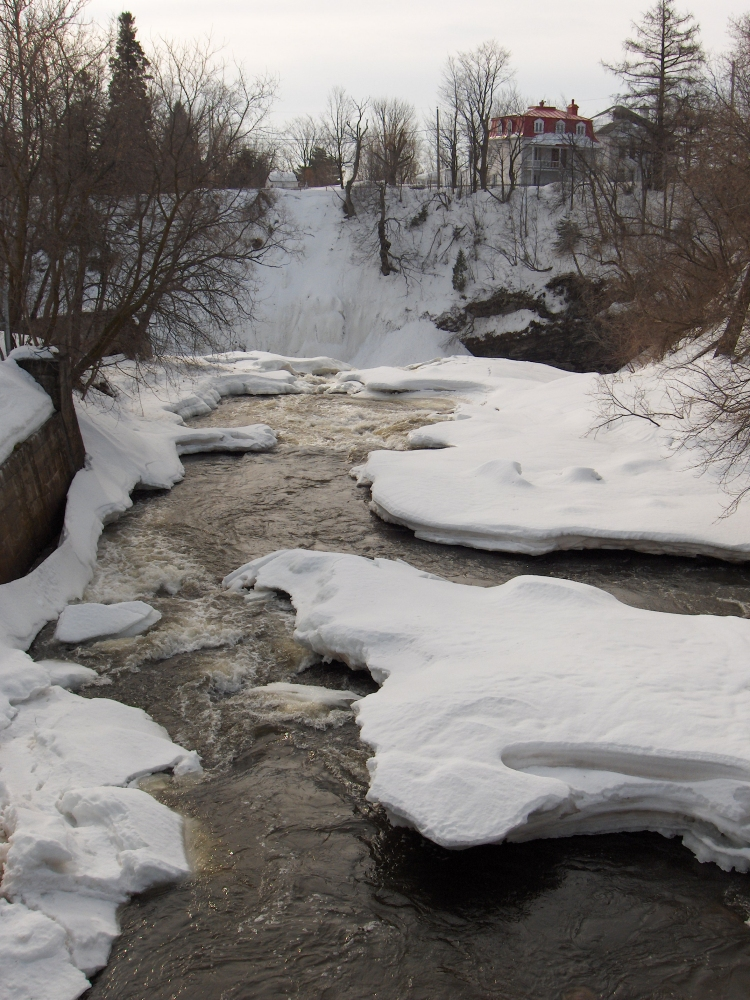
Haut de la chute Kabir-Kouba
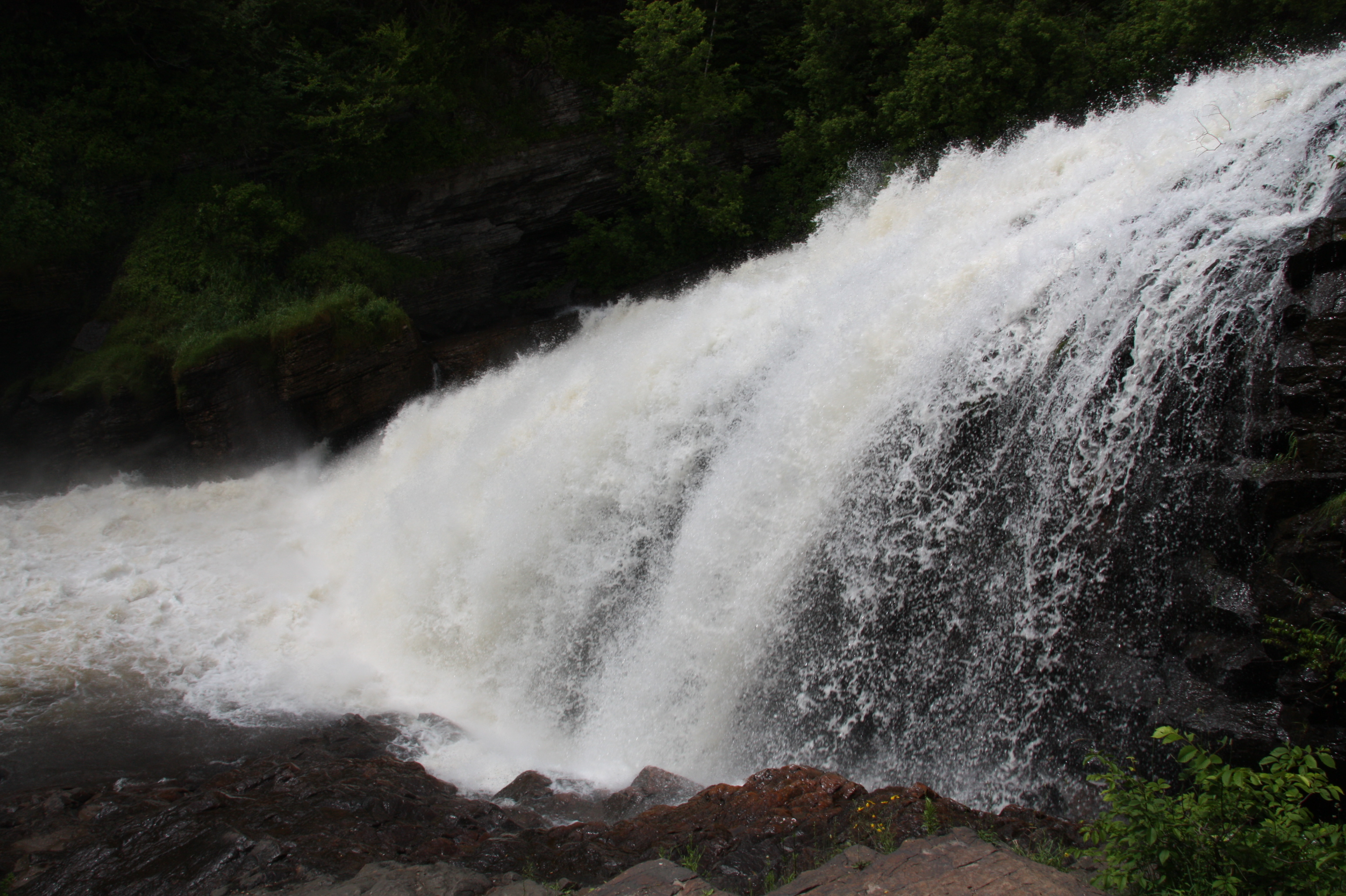
Chute de la rivière Kabir-Kouba
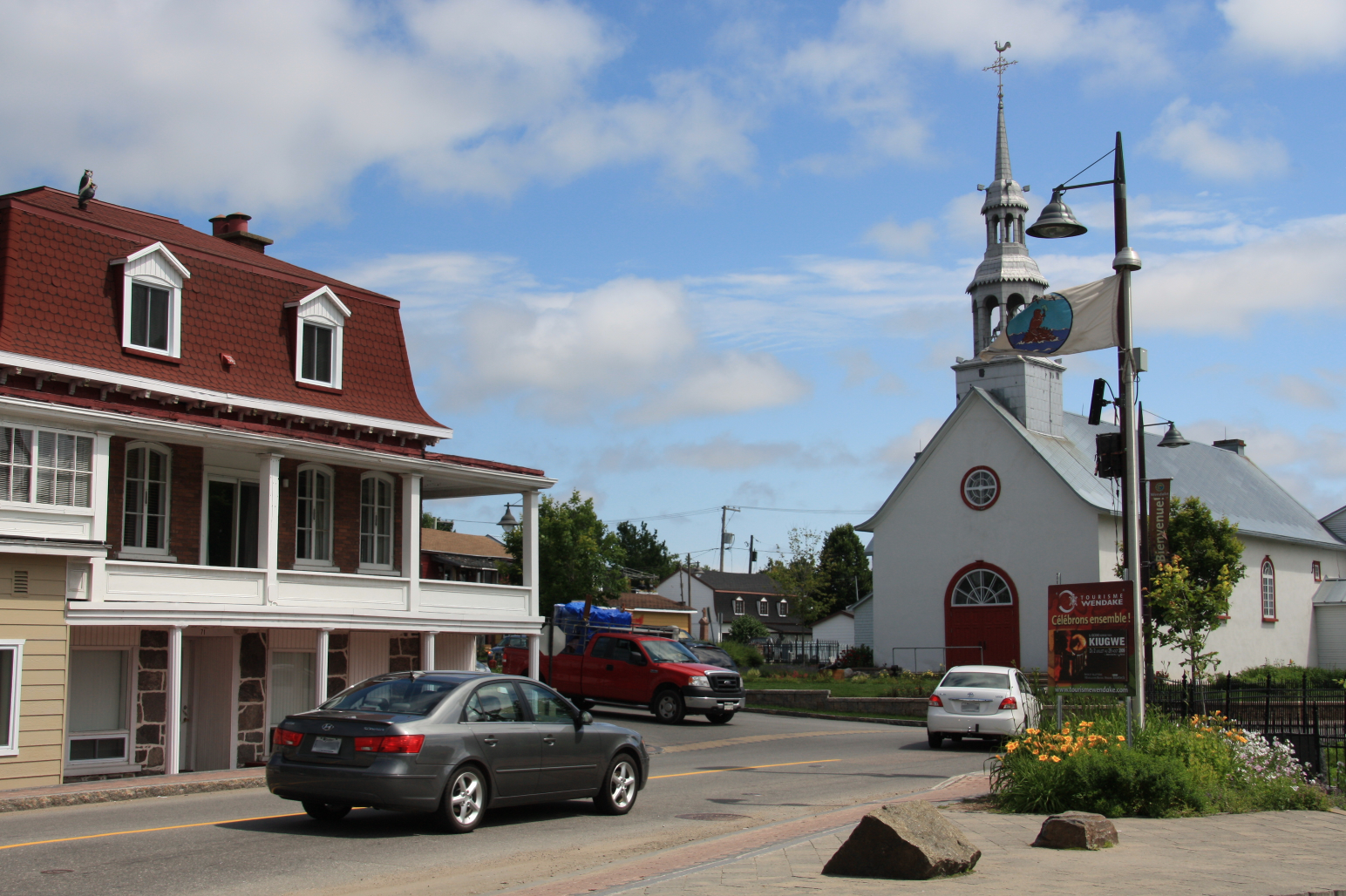
Église N.D. de Lorette